# Patrick Tapé
Patrick Tapé (Charlotte, 8 giugno 1998) è un cestista statunitense con cittadinanza ivoriana.

## Carriera

### Nazionale
Nel 2023 è stato convocato, con la nazionale ivoriana, per il Mondiale.

## Palmarès
- Campionato estone: 1

Kalev/Cramo: 2024-2025